# 산내남명초등학교
산내남명초등학교는 대한민국 경상남도 밀양시에 있는 공립 초등학교이다.

## 학교 연혁
- 1922.04.01 사립 남양강습소 창설
- 1942.04.01 공립 산내남명국민학교 개교
- 1996.03.01 산내남명초등학교로 교명 변경
- 2006.12.06 밀양교육청 소규모학교경영 우수학교 선정
- 2007.02.02 밀양교육정책 홍보활동 우수학교 표창
- 2007.02.07 밀양교육청 학교평가 우수학교
- 2007.07.18 경상남도교육청 체육우수학교 선정
- 2007.09.20 도서관 활성화사업 학교도서관 준공
- 2009.03.01 경상남도교육청 지정 체험학습 자율시범학교
- 2010.03.31 돌봄교실 준공
- 2010.07.05 누리샘터(U-class) 준공
- 2011.12.23 학력우수학교 선정(3년 연속)
- 2011.12.18 봉사활동 우수학교 교육감표창
- 2011-2012 녹색학교 조성
- 2013.03.01 제28대 신영준 교장 부임
- 2013.03.01 경상남도교육청 지정 농산어촌 소규모 학교 살리기 운영
- 2014.06.26 게이트볼 구장 개장
- 2014.10.17 교육장기 육상경기대회 여자3부 종합우승(5년 연속)
- 2015.02.17 제68회 졸업(졸업생 총 2,759명)

## 참고 자료
- 산내남명초등학교 - 한국교육학술정보원 학교알리미